# Brachymyrmex tristis
Brachymyrmex tristis är en myrart som beskrevs av Mayr 1870. Brachymyrmex tristis ingår i släktet Brachymyrmex och familjen myror. Inga underarter finns listade.